# Krypton (série de televisão)
Krypton é uma série de televisão americana criada por David S. Goyer e Damian Kindler para o Syfy. A série ocorre no planeta titular, aproximadamente 200 anos antes do nascimento de Kal-El / Clark Kent / Superman e a eventual destruição do planeta. Krypton estreou em 21 de março de 2018.
Em 14 de agosto de 2019, a série foi cancelada pelo Syfy após duas temporadas.

## Premissa
De acordo com a IGN, Krypton "seguirá com a história do avô do Super-Homem – que foi condenado ao ostracismo e envergonhado – como ele luta para resgatar a honra da sua família e salvar seu amado mundo do caos."

## Elenco e Personagens

### Principal
- Cameron Cuffe como Seg-El: avô do Superman; atlético, calmamente confiante e com 20 anos de idade. Uma versão mais jovem do personagem dos quadrinhos "mais rabugento".[3][4]

- Georgina Campbell como Lyta Zod: uma cadete relutante e guerreira militar kryptoniana, numa relação clandestina e proibida com Seg-El.[3][5]

- Shaun Sipos como Adam Strange: Um viajante do tempo vindo da Terra que vai a Krypton para alertar Seg da vinda de Brainiac e da ameaça à existência de seu neto Kal-El/Superman.

- Colin Salmon como General Dru-Zod: militar de Krypton, ele pretende proteger seu planeta a todo custo, mesmo que custe vidas kryptonianas.

- Elliot Cowan como Daron-Vex: o magistrado chefe de Kandor, encarregado de defender a oligarquia de Krypton.[6]

- Ann Ogbomo como Jayna-Zod: Primus da guilda militar kryptoniana e mãe de Lyta.

- Aaron Pierre como Dev-Em: um comandante do exército Kryptoniano.[3][6]

- Rasmus Hardiker como Kem: melhor amigo de Seg, é dono de um bar.[6]

- Wallis Day como Nyssa-Vex: uma magistrada júnior e filha de Daron-Vex.[6]

- Blake Ritson como Brainiac: um andróide alienígena que viaja pelo universo colecionando cidades de diferentes planetas.

- Ian McElhinney como Val-El: avô de Seg, adepto firme em exploração espacial, desafiou as leis de Krypton e foi condenado. [3][6]

- Hannah Waddingham como Jax-Ur/Sela-Sonn (principal na 2ª temporada; recorrente na 1ª): líder do grupo Zero Negro e antiga aprendiz de Val-El.

### Recorrente
- Emmett J. Scanlan como Lobo (2ª Temporada): Um caçador de recompensas com super força e habilidades regenerativas.

### Convidados
- Rupert Graves como Ter-El (1ª Temporada): Pai de Seg
- Paula Malcomson como Charys-El (1ª Temporada): Mãe de Seg
- Staz Nair como Dax-Baron / Apocalypse (2ª Temporada): Nair interpreta Dax-Baron em flashbacks, antes de Apocalipse se tornar o que é.

## Episódios
| Temporada | Temporada | Episódios | Episódios | Originalmente exibido | Originalmente exibido |
| Temporada | Temporada | Episódios | Episódios | Estreia da temporada  | Final da temporada    |
| --------- | --------- | --------- | --------- | --------------------- | --------------------- |
|           | 1         | 10        | 10        | 21 de março de 2018   | 23 de maio de 2018    |
|           | 2         | 10        | 10        | 12 de junho de 2019   | 14 de agosto de 2019  |

### 1.ª Temporada (2018)
| N.º | Título                                                   | Dirigido por                    | Escrito por                                            | Exibição original   | Cód. de produção | Audiência (milhões) |
| --- | -------------------------------------------------------- | ------------------------------- | ------------------------------------------------------ | ------------------- | ---------------- | ------------------- |
| 1 | "Pilot" "(Piloto)"                                       | Ciaran Donnelly e Colm McCarthy | Roteiro e história por : David S. Goyer e Ian Goldberg | 21 de março de 2018 | U13.12991        | 1.32                |
| 200 anos antes do tempo de Kal-El (Superman), o regime corrupto que leva Krypton tem Val-El, avô de Seg-El, julgado por traição e condenado à morte. Seg e seus pais são privados de seus privilégios e banidos para as favelas da classe baixa. Quatorze anos depois, após impedir um ataque terrorista à Associação de Legisladores, o magistrado-chefe Daron-Vex — o mesmo homem que desonrou os Els — organiza um casamento entre Seg e Nyssa, a filha mais nova da Casa dos Vex, que permitirá Seg a ser restaurado para as classes superiores. Quando Seg está sozinho, Adam Strange se aproxima dele com uma mensagem para encontrar a Fortaleza da Solidão. Depois que Seg é quase preso após o toque de recolher, sua mãe, Charys, leva-o para a Fortaleza que contém a pesquisa de Val-El. Val estava pesquisando algo antes de sua morte e foi silenciado por isso. Agora, a Casa de El precisa avançar com cautela. Depois de voltar para a cidade, sua casa é invadida e Charys é preso. Trazido diante do conselho, e recusando-se a reconhecer a localização da Fortaleza, os pais de Seg atacam os guardas, apenas para serem mortos por Jayna-Zod. De volta à Fortaleza, Adam Strange retorna a um Seg deprimido, dizendo-lhe que há um futuro, mas está desaparecendo devido à intromissão temporal de um mal cósmico que busca apagar o Superman. |                                                          |                                 |                                                        |                     |                  |                     |
| 2 | "House of El" "(Casa de El)"                             | Ciaran Donnelly                 | Cameron Welsh                                          | 26 de março de 2018 | TBA              | 1.07                |
| Seg questiona o aviso de Adam e o desconsidera para planejar a vingança contra Daron-Vex. Seg pede os direitos funerários de Daron para seus pais, mas negado como eles morreram rotulados de "traidores". Como Seg está se preparando para matar Daron, Vex detalha porque ele matou Val-El: apesar de ser um cientista brilhante, seu desenvolvimento de um sistema de computador incrivelmente poderoso supostamente descobriu um "colecionador mundial" milhões de anos-luz da pesquisa de Krypton e Val. considerado heregia. Ao ouvir isso, Seg está parcialmente convencido do aviso de Adam de Brainiac. Tendo permissão para se juntar ao Science Guild, Seg traz um tablet de dados para a Adam & Kem para dar uma olhada; mas como os dados não concordam com a pesquisa de Val, Seg planeja matar o magistrado, mas é interceptado por Nyssa, que lhe dá as cinzas de seus pais para o fechamento (quando realmente era para manipular sua confiança). Levando suas cinzas para a Fortaleza, Seg encontra uma fechadura de DNA e aciona a ativação do holograma de seu avô, que detalha que a Casa El por gerações trouxe esperança e mudança para Krypton, não importando os tempos; Val estava descobrindo a Zona Fantasma, usando-a para viajar o aprendizado do universo de Brainiac. Seg jura para parar a ameaça, e retorna a Vex para dizer a ele que não usará outro brasão de casa; o que levou a voz de Rao a fazer com que Seg usasse o brasão da Science Guild como um compromisso. Enquanto revê os dados, Kem & Adam encontram uma anomalia meteorológica fora da cidade, levando-os a uma descoberta chocante — Brainiac já está em Krypton. Lyta, perturbada pelo Grêmio Militar preparando-se para limpar as favelas para eliminar os terroristas do Black Zero, desafia seu comandante até a morte para o comando. Jayna avisa a filha para reconsiderar, sem sucesso, e Lyta reúne toda a sua ira para matar seu comandante, alegando que seu esquadrão é a nova líder. |                                                          |                                 |                                                        |                     |                  |                     |
| 3 | "The Rankless Initiative" "(A Iniciativa Não-Ordenados)" | Steve Shill                     | Nadria Tucker                                          | 4 de abril de 2018  | U13.12953        | 0.95                |
| O holograma de Val examina a sonda de Brainiac, aprendendo que ela carregava uma sentinela para infectar um hospedeiro. Depois de uma reunião militar sobre como eliminar Black Zero, a opinião de Lyta causa atrito entre Vex, sua mãe e Dev-Em. Adam encontra a sonda de sentinela nos mercados negros e a leva para Seg e Kem. Enquanto se dirigem para a fortaleza, o grêmio militar começa a atirar nos agentes do Black Zero. Adam encoberta traz a sonda para Val, que revela que a sentinela está ativa em um hospedeiro, revelada como Rhom, vizinha de Seg, que ativa e começa a matar soldados em seu caminho. A Sagitarai usa força excessiva sobre o rankless para coagir informações sobre os corpos, levando o policial Kol-Da a matar um homem desarmado antes de ser preso. Seg pede a Lyta uma granada de choque e a usa para derrubar o Rhom totalmente infectado no centro de Comunicações, antes de revelar a Lyta que Val estava certo, pois os dois se preparam para defender Krypton sem a interferência do Conselho. Val confirma que as modificações de Brainiac estão mantendo Rhom viva, e que ela é um rastreador que agora está trazendo Brainiac para Krypton. |                                                          |                                 |                                                        |                     |                  |                     |
| 4 | "The Word of Rao" "(A Palavra de Rao)"                   | Keith Boak                      | Luke Kalteux                                           | 11 de abril de 2018 | U13.12954        | 0.87                |
| Encontrar a iniciativa falida causou descontentamento, a voz de Rao precisa de um bode expiatório; tendo Vex prendendo Lyta sob acusação de traição. Em outro lugar, "O Comandeante", alguém novo no Black Zero, ordena que seus homens encontrem Seg. Como Rhom vai morrer em breve, Seg tem que dizer Ohnna, filha de Rhom, mas Kem informa Seg de Lyta, fazendo-o ir pedir a Nyssa para representar Lyta. Nyssa mais tarde percebe que seu pai falsificou provas, colocando em risco sua trama para derrubar Rao com o apoio de Zod. Então Nyssa dá uma chance a Jayna com uma oferta para derrubar Rao, mas Jayna está hesitante devido a sua honra e juramento. Seg decide trazer Rhom para o conselho, mas os soldados do Comandante o levam para o esconderijo do seu ermo em primeiro lugar. Lá, o Comandante, totalmente ciente de Brainiac, questiona Seg, já que ele precisa dissecar a sentinela antes que ela encontre um novo hospedeiro. Kem finalmente diz a Ohnna, que quer dar uma oferta pela alma de sua mãe na cerimônia da Nova. Kem explica-se a Rao e, ao vê-la oferecendo, ele convida Ohnna como discípulo. Na Fortaleza, as últimas palavras de Rhom são para parar Ohnna, já que a oferenda a Rao é outra sentinela, que agora infecta a Voz de Rao. Seg finalmente escapa, mas precisa navegar pelas intermináveis tempestades de Badlands. |                                                          |                                 |                                                        |                     |                  |                     |
| 5 | "House of Zod" "(Casa de Zod)"                           | Julius Ramsay                   | Lina Patel                                             | 18 de abril de 2018 | U13.12955        | 0.72                |
| Daron está enfurecido Nyssa foi para Jaina arriscando tudo, percebendo que Nyssa fez isso por Seg. Ele visita Kol-Da, para uma visita legal e conjugal, enquanto Nyssa fala novamente com Jaina sobre o trabalho em conjunto. Como Lyta está prestes a ser morta, Nyssa insta Jaina a intervir, mas Daron continua a execução como Kol-Da se "retratou"; quando realmente Daron teve o suicídio de Kol-Da no estágio de Sagitari. Jaina diz a Lyta que ela a ama, mas também tem vergonha dela. Truques de Seg O Comandante para persegui-lo nas Terras Ruins, enquanto ele secretamente retorna à base para pegar seu dispositivo de comunicação, que o falha. Seg então encontra uma mulher, Ryka, e a resgata. Delirante da fadiga, ela o guia para um cofre com um símbolo de fusão dos brasões das casas Zod & El. Seg encontra os amigos de Ryka, e quando eles descobrem seu nome, eles o levam embora. Eles são crentes exilados da Deusa do Gelo Cythonna e sua Sacerdotisa oferece hospitalidade Seg. Depois Ryka trata suas feridas, ela explica que eles guardaram o cofre da Casa El por gerações. Temendo ser mantido prisioneiro, Seg blefa que sua casa vai encontrá-lo se ele não chegar em casa. Escapando um pouco antes de seu respirador falhar, Seg usa as baterias para ligar seu aparelho de comunicação para chamar Adam para que Lyta possa encontrá-lo. O Comandante encontra Seg perto da morte, e depois de levá-lo de volta à base, explica a Seg que Ryka detém a chave para parar Brainiac. Enquanto Adam liberta Seg, o Comandante luta sozinho com Lyta e revela que ele é realmente seu filho. |                                                          |                                 |                                                        |                     |                  |                     |
| 6 | "Civil Wars" "(Guerras Civis)"                           | Kate Dennis                     | Doris Egan                                             | 25 de abril de 2018 | U13.12956        | 0.60                |
| 7 | "Transformation" "(Transformação)"                       | Metin Hüseyin                   | David Paul Francis                                     | 2 de maio de 2018   | U13.12957        | 0.63                |
| 8 | "Savage Night" "(Noite Selvagem)"                        | Marc Roskin                     | David Kob                                              | 9 de maio de 2018   | U13.12958        | 0.53                |
| 9 | "Hope" "(Esperança)"                                     | Lukas Ettlin                    | Chad Fiveash e James Stoteraux                         | 16 de maio de 2018  | U13.12959        | 0.61                |
| 10 | "The Phantom Zone" "(A Zona Fantasma)"                   | Ciaran Donnelly                 | Chad Fiveash e James Stoteraux e Cameron Welsh         | 23 de maio de 2018  | U13.12960        | 0.56                |

### 2.ª Temporada (2019)
| N.º na série | N.º na temp. | Título                                         | Dirigido por  | Escrito por                                                             | Exibição original    | Cód. de produção | Audiência (milhões) |
| ------------ | ------------ | ---------------------------------------------- | ------------- | ----------------------------------------------------------------------- | -------------------- | ---------------- | ------------------- |
| 11           | 1            | "Light-Years From Home" "(Anos-Luz de Casa)"   | Marc Roskin   | David S. Goyer e Cameron Welsh                                          | 12 de junho de 2019  | U13.13451        | 0.48                |
| 12           | 2            | "Ghost In The Fire" "(Fantasma no Fogo)"       | Marc Roskin   | Kiersten Van Horne                                                      | 19 de junho de 2019  | U13.13452        | 0.43                |
| 13           | 3            | "Will To Power" "(Vontade de Poder)"           | Julius Ramsay | Lina Patel                                                              | 26 de junho de 2019  | U13.13453        | 0.49                |
| 14           | 4            | "Danger Close" "(Próximo ao Perigo)"           | Julius Ramsay | Luke Kalteux                                                            | 3 de julho de 2019   | ASA              | ASD                 |
| 15           | 5            | "A Better Yesterday" "(Um Ontem Melhor)"       | Metin Huseyin | David Kob                                                               | 10 de julho de 2019  | ASA              | ASD                 |
| 16           | 6            | "In Zod We Trust" "(Em Zod Confiamos)"         | Metin Huseyin | Nadria Tucker                                                           | 17 de julho de 2019  | ASA              | ASD                 |
| 17           | 7            | "Zods and Monsters" "(Zods e Monstros)"        | Erica Watson  | Joel Anderson Thompson                                                  | 24 de julho de 2019  | ASA              | ASD                 |
| 18           | 8            | "Mercy" "(Clemência)"                          | Clare Kilner  | Katie Aldrin                                                            | 31 de julho de 2019  | ASA              | ASD                 |
| 19           | 9            | "Blood Moon" "(Lua de Sangue)"                 | Cameron Welsh | David Paul Francis                                                      | 7 de agosto de 2019  | ASA              | ASD                 |
| 20           | 10           | "The Alpha and the Omega" "(O Alfa e o Ômega)" | Ruba Nadda    | História por : Cameron Welsh Roteiro por : Luke Kalteux & Cameron Welsh | 14 de agosto de 2019 | ASA              | ASD                 |

## Produção

### Desenvolvimento
Em 2014, foi reportado que David S. Goyer estava desenvolvendo uma série prequela intitulada Krypton. Em dezembro de 2014, foi confirmado que a série estava sendo desenvolvida e seria transmitida pela rede Syfy. Mais tarde foi anunciado que a série seria produzida por Goyer e escrita e produzida por Ian Goldberg. Em maio de 2016, a TVLine informou que a Syfy deu a ordem de piloto para a série, e que Damian Kindler seria o showrunner com Goyer como coprodutor executivo. Em 18 de abril de 2017, o primeiro teaser trailer de Krypton foi lançado online, provocando a estreia do programa em 2017. Entretanto, no mês seguinte, a Syfy tuitou que a estreia seria em 2018.

### Escolha do elenco
Em setembro de 2016, Georgina Campbell, foi escalada como Lyta Zod. Em setembro de 2017, Shaun Sipos foi escalado como Adam Strange. No mês seguinte, Cameron Cuffe, Ian McElhinney, Elliot Cowan, Ann Ogbomo, Rasmus Hardiker, Wallis Day, e Aaron Pierre  foram escalados como Seg-El, avô de Superman, Val-El, o avô de Seg, Daron-Vex, Alura Zod, Kem, Nyssa-Vex, e Dev-Em. Em novembro, Blake Ritson e Paula Malcomson foram escalados como Vril Dox e Charys. Em janeiro de 2018, Hannah Waddingham foi escalada como Jax-Ur.

### Filmagens
Em junho de 2016, a produção do piloto foi programado para começar em Montréal no final do verão. Em setembro de 2016, o piloto foi filmado na Sérvia por Colm McCarthy, o diretor.

## Recepção

### Resposta da crítica
A série detém uma pontuação de 59% no Rotten Tomatoes, com base em 34 avaliações, com uma classificação média de 6,31 / 10. O consenso crítico do site diz: "A excentricidade de Krypton se reduz à tolice com uma narrativa aborrecida que falha em cumprir uma premissa promissora." No Metacritic, a série tem uma nota de 53 de 100, com base em 14 críticas, indicando "revisões mistas ou médias".

### 1.ª Temporada
| №  | Título                    | Exibição original   | Rating/share (18–49) | Audiência (em milhões) | DVR (18–49)    | Audiência em DVR (milhões) | Total (18–49)  | Audiência total (em milhões) |
| -- | ------------------------- | ------------------- | -------------------- | ---------------------- | -------------- | -------------------------- | -------------- | ---------------------------- |
| 1  | "Pilot"                   | 21 de março de 2018 | 0.4                  | 1.32                   | 0.5            | 1.59                       | 0.9            | 2.91                         |
| 2  | "House of El"             | 28 de abril de 2018 | 0.3                  | 1.07                   | 0.4            | 1.43                       | 0.7            | 2.50                         |
| 3  | "The Rankless Initiative" | 4 de abril de 2018  | 0.3                  | 0.95                   | 0.4            | 1.30                       | 0.7            | 2.25                         |
| 4  | "The Word of Rao"         | 11 de abril de 2018 | 0.3                  | 0.87                   | 0.3            | 1.26                       | 0.6            | 2.11                         |
| 5  | "House of Zod"            | 18 de abril de 2018 | 0.2                  | 0.72                   | por determinar | por determinar             | por determinar | por determinar               |
| 6  | "Civil Wars"              | 25 de abril de 2018 | 0.2                  | 0.60                   | 0.3            | 1.08                       | 0.5            | 1.68                         |
| 7  | "Transformation"          | 2 de maio de 2018   | 0.2                  | 0.63                   | por determinar | por determinar             | por determinar | por determinar               |
| 8  | "Savage Night"            | 9 de maio de 2018   | 0.2                  | 0.53                   | 0.3            | 0.99                       | 0.5            | 1.52                         |
| 9  | "Hope"                    | 16 de maio de 2018  | 0.2                  | 0.61                   | por determinar | por determinar             | por determinar | por determinar               |
| 10 | "The Phantom Zone"        | 23 de maio de 2018  | 0.1                  | 0.56                   | 0.4            | 0.91                       | 0.5            | 1.47                         |

### 2.ª Temporada
| № | Título                  | Exibição original   | Rating/share (18–49) | Audiência (em milhões) | DVR (18–49)    | Audiência em DVR (milhões) | Total (18–49)  | Audiência total (em milhões) |
| - | ----------------------- | ------------------- | -------------------- | ---------------------- | -------------- | -------------------------- | -------------- | ---------------------------- |
| 1 | "Light-Years From Home" | 12 de junho de 2019 | 0.1                  | 0.48                   | por determinar | 0.45                       | por determinar | 0.93                         |
| 2 | "Ghost In The Fire"     | 19 de junho de 2019 | 0.1                  | 0.43                   | por determinar | por determinar             | por determinar | por determinar               |
| 3 | "Will To Power"         | 26 de junho de 2019 | 0.1                  | 0.49                   | por determinar | por determinar             | por determinar | por determinar               |